# Presidents del Girona Futbol Club
El Girona FC ha tingut, comptant a l'actual, 35 presidents al llarg de la seva història, 33 de diferents, atès que dos van repetir càrrec en dues ocasions.
El primer president va ser Albert de Quintana i de León, que tan sols va estar 2 anys al càrrec del club.
El president amb major durada en un mandat en la història del club és Delfí Geli, des del 9 de juliol de 2015.
L'actual president del Girona FC és Delfí Geli, des del 9 de juliol de 2015.

## Junta directiva
Segons els estatuts del club, la junta directiva ha d'estar formada per mínim de catorze membres i un màxim de vint-i-un. Tots els càrrecs, inclosa la presidència, són honoraris i sense retribució econòmica. En cas de cessament de directius durant la vigència del mandat, o per a cobrir vacants, poden proveir-se nous membres, el nomenament dels quals ha de ser acordat per la junta directiva, a proposta del president, i posteriorment ratificat en l'assemblea general. En cas de cessament del president durant el mandat, els estatuts estableixen que el vicepresident primer sigui el seu substitut, i en cas que sigui el conjunt de tota la junta es farà càrrec una junta gestora conformada pels responsables de la comissió econòmica.
Segons la legislació espanyola de l'esport, tots els directius han de presentar avals econòmics per valor del 15 per cent del pressupost anual del club. Aquest fet, legislat amb l'ànim de garantir la salut econòmica del club davant una hipotètica mala gestió de la directiva, és criticat per bona part dels socis, que veuen un impediment econòmic al principi estatutari del club, segons el qual qualsevol soci té dret a presentar una candidatura a la presidència.
L'actual junta directiva està formada pels següents membres:
| \| Consell d'Administració \| Nom \| \| ----------------------- \| --------------------- \| \| President \| Pere Guardiola i Sala \| \| Vicepresident \| Diego Gigliani \| \| Vocals \| Marcelo Claure \| \| Vocals \| Andy Young \| \| Vocals \| Roger Solé \| \| Vocals \| Simon Cliff \| \| Secretari del Consell \| Ricard Capdevila \| |                       |
| Consell d'Administració | Nom                   |
| President | Pere Guardiola i Sala |
| Vicepresident | Diego Gigliani        |
| Vocals | Marcelo Claure        |
| Vocals | Andy Young            |
| Vocals | Roger Solé            |
| Vocals | Simon Cliff           |
| Secretari del Consell | Ricard Capdevila      |

| Consell d'Administració | Nom                   |
| ----------------------- | --------------------- |
| President               | Pere Guardiola i Sala |
| Vicepresident           | Diego Gigliani        |
| Vocals                  | Marcelo Claure        |
| Vocals                  | Andy Young            |
| Vocals                  | Roger Solé            |
| Vocals                  | Simon Cliff           |
| Secretari del Consell   | Ricard Capdevila      |

| Estructura Executiva | Nom             |
| -------------------- | --------------- |
| President            | Delfí Geli      |
| Director General     | Ignasi Mes-Bagà |
| Director Esportiu    | Quique Cárcel   |
| Director Operacions  | Alfonso Ferrer  |
| Director Comercial   | Jose Ortega     |
| Director Màrqueting  | Aran Navarro    |
| Director Comunicació | David Torras    |

## Presidents històrics
| Núm. | President                       | Inici del mandat       | Final del mandat       | Notes                                      |
| ---- | ------------------------------- | ---------------------- | ---------------------- | ------------------------------------------ |
| 1    | Albert de Quintana i de León    | 25 de juliol de 1930   | 1932                   | Primer president                           |
| 2    | Lluís Ribas Crehuet             | 1932                   | 1939                   | -                                          |
| 3    | Ramón Sanllehí Masdevall        | 1939                   | 1940                   | -                                          |
| 4    | Vicente Albeverio Caracciola    | 1940                   | 1944                   | -                                          |
| 5    | Joan Capdevila Corominas        | 1944                   | 1945                   | -                                          |
| 6    | Albert de Quintana i Vergés     | 1945                   | 1948                   | -                                          |
| -    | Vicente Albeverio Caracciola    | 1948                   | 1949                   | President per segon i darrer cop           |
| 7    | Joan Andreu Frigola             | 1949                   | 1951                   | -                                          |
| 8    | Robert Mas i Ruhí               | 1951                   | 1952                   | -                                          |
| 9    | Pablo García del Amo            | 1952                   | 1956                   | -                                          |
| 10   | Francisco J. Baldrich Gutiérrez | 1956                   | 1957                   | -                                          |
| 11   | Jaume Juher Carreras            | 1957                   | 1958                   | -                                          |
| 12   | Josep Ma de Llobet Llavari      | 1958                   | 5 de juliol de 1959    | -                                          |
| 13   | Benjamí Colomer Pous            | 5 de juliol de 1959    | 28 de juny de 1967     |                                            |
| 14   | Pere Saguer Burjó               | 28 de juny de 1967     | 1968                   | -                                          |
| 15   | Narcís Codina Surós             | 1968                   | 1973                   | -                                          |
| 16   | Maurici Duran García            | 1973                   | 1978                   | -                                          |
| 17   | Josep Ma Fauró Quintana         | 1978                   | 1979                   | -                                          |
| 18   | Jordi Geli Palahí               | 1979                   | 1984                   | -                                          |
| 19   | Joan Mis Quintana               | 1984                   | 1988                   | -                                          |
| 20   | Pere Ribas Culubret             | 1988                   | 1991                   | -                                          |
| 21   | Miquel Mascort i Riera          | 1992                   | 1993                   | -                                          |
| 22   | Carles Teixidor Batlle          | 1993                   | 1995                   | -                                          |
| 23   | Antoni Madeo Abril              | 1995                   | 1997                   | -                                          |
| -    | Pere Saguer Burjó               | 1997                   | 1998                   | President per segon i darrer cop           |
| 24   | Josep Poch Alegret              | 1998                   | 1999                   |                                            |
| 25   | Antoni Escudero i Martínez      | 1999                   | 2001                   |                                            |
| 26   | Jordi Roche Puigdevall          | 2001                   | 2005                   |                                            |
| 27   | Narcís Roche Palahi             | 2005                   | 20 d'abril de 2005     |                                            |
| 28   | Josep Gusó i Garganta           | 20 d'abril de 2005     | 22 de juny de 2010     |                                            |
| 29   | Francesc Rebled i Sarrà         | 2 de juliol de 2010    | 21 de juliol de 2010   | President més breu en el càrrec (20 dies)  |
| 30   | Ramon Vilaró Massaguer.         | 21 de juliol de 2010   | 3 d'abril de 2012      |                                            |
| 31   | Joaquim Boadas i de Quintana    | 3 d'abril de 2012      | 23 de desembre de 2013 |                                            |
| -    | Francesc Rebled i Sarrà         | 23 de desembre de 2013 | 27 de març de 2015     | President per segon i darrer cop           |
| 32   | Patxi Otamendi                  | 27 de març de 2015     | 8 de juliol de 2015    |                                            |
| 33   | Delfí Geli i Roura              | 9 de juliol de 2015    | ---                    | President actual i més longeu en el càrrec |